# Chaerilus borneensis
Espèce
Chaerilus borneensis est une espèce de scorpions de la famille des Chaerilidae.

## Distribution
Cette espèce est endémique de Kalimantan en Indonésie.

## Description
Le mâle décrit par Lourenço, Duhem et Leguin en 2010 mesure 30,3 mm.

## Étymologie
Son nom d'espèce, composé de borne[o] et du suffixe latin -ensis, « qui vit dans, qui habite », lui a été donné en référence au lieu de sa découverte, Bornéo.

## Publication originale
- Simon, 1880 : Études Arachnologiques. 12° mémoire. XVIII. Descriptions de genres et espèces de l'ordre des Scorpions. Annales de la Société entomologique de France, sér. 5, vol. 10, p. 377–398 (texte intégral).